# Santana (capo Apache)
Santana (1810 circa – 1876) è stato un condottiero nativo americano della divisione Apache Mescalero (Sehende), appartenente alla sottodivisione Sierra Blanca.

## Biografia
Figlio del potente capo principale dei Sierra Blanca Mescaleros, Barranquito, Santana si mise in luce intorno alla metà del decennio 1830 (acquisendo il riconoscimento come capo guerriero a seguito di una fallita spedizione contro i Navajo, in occasione della quale la sua prontezza e lucidità avevano consentito di evitare lo sterminio dell'intero contingente Mescalero), come i suoi contemporanei Mateo, Marco e Gomez, alla testa dei guerrieri delle quattro divisioni Mescaleros (rispettivamente Sierra Blanca, Sacramento, Guadalupe, Limpia), dedite alle scorrerie in Chihuahua e Coahuila ma contemporaneamente esposte, specialmente nel settore settentrionale, agli attacchi dei Comanche e dei Kiowa.
Benché il Rio Conchos delimitasse una sorta di confine tra l'area riservata alle incursioni dei Mescaleros e quella riservata alle incursioni dei Comanche e dei Kiowa nel Chihuahua, gli Apache dovevano affrontare i Comanche e i loro alleati Kiowa, tanto che, nel 1840, Santana, capo di guerra dei Sierrablancas, avvertì il comandante del presidio di San Carlos di Chihuahua di un imminente attacco Comanche, unendo i suoi guerrieri ai soldati messicani e sconfiggendo così i rivali.
Nell'estate 1843 il Chihuahua concluse, sulla base delle condizioni già sancite dai trattati del 1842, anche una tregua coi Mescaleros, verosimilmente giovandosi della buona disponibilità di capi come Manuelito, Josecito e, forse, lo stesso Barranquito a fronte dell'irriducibile Gomez e dei poco arrendevoli Marco, Mateo e Santana.
Nel 1848 le incursioni dei Mescaleros nel Chihuahua si fecero anche più pesanti che in precedenza, specialmente lungo la linea Ciudad Chihuahua - El Paso, dopo il ritiro delle truppe statunitensi dal Messico, e, nella primavera 1849, il Governo del Chihuahua riportò ancora una volta in vigore il sistema delle taglie, e il Governatore prese contatto coi Comanche per convincerli a cacciare per lui i Mescaleros; le truppe messicane non erano in grado di contrastare efficacemente i guerrieri di Gomez, Santana, Mateo e Marco, e altrettanto insufficiente risultò in territorio USA il 1º Reggimento Dragoni, al comando del ten. col. E.V. Sumner, che più volte tentò inutilmente di intervenire a recuperare il bottino.
Mentre le bande meridionali Mescalero dei monti Limpia (e Chisos) e Guadalupe si dimostravano le più bellicose, le bande settentrionali della Sierra Blanca e dei monti Sacramento (e Organ) preferivano tenersi a distanza dai bianchi e tenere questi a distanza e i loro capi, Barranquito, Santana (figlio del precedente), Josecito, e, verosimilmente, Manuelito, Lobo e Mateo tentavano di stipulare una pace definitiva e ragionevole con i confinanti nemici, bianchi e indiani: nel giugno 1850 i rappresentanti dei Mescaleros, degli Jicarillas e dei Comanche si incontrarono sul fiume Pecos con i rappresentanti del Governo del Nuevo Mexico (guidati dal sovrintendente indiano James Calhoun) per concordare un trattato di pace e - probabilmente per iniziativa dello stesso Santana - la reciproca restituzione dei prigionieri, ma nessun risultato concreto fece seguito ai buoni propositi; nel giugno un distaccamento militare al comando del ten. E. Steen, proveniente da Doña Ana e diretto ai monti Organ, incontrò i Mescaleros di Santana nella Sierra Blanca e, di fronte alla minaccia del capo Apache di massacrarlo con tutti i suoi uomini, l'ufficiale preferì battere velocemente in ritirata. Nel corso del 1850 i contatti si moltiplicarono, mentre cominciava a formarsi una struttura di ente destinato a tenere i rapporti con gli Apache del Nuevo Mexico (territorio comprendente gli attuali Nuovo Messico e Arizona); contemporaneamente una clausola del trattato di Guadalupe Hidalgo (successivamente abrogata dal Gadsden Purchase) impegnava gli USA a impedire le incursioni degli Apache del Nuevo Mexico nel Messico.
I capi Mescalero Josecito e Lobo aderirono a un trattato nell'aprile 1851; poche settimane più tardi, 30 capi Mescalero delle bande Sierrablanca (Josecito, Manuelito, Barranquito, Santana, Lobo e altri) si recarono a Santa Fè per un concilio, accettando nel luglio 1851 di sottoscrivere un trattato di pace perpetua e di amicizia, che però non impegnava le bande Sacramento, Guadalupe e Limpia.
Nel giugno-luglio 1852 Mangas Coloradas, accompagnato da alcuni altri capi dei Mimbreños, e Santana, con un gruppo di una trentina di Mescaleros, parteciparono a un concilio a Santa Fè, mentre gli Jicarillas inviarono alcuni osservatori: dopo quattro giorni di negoziato i Mimbreños stipularono un trattato, e un altro trattato venne concluso con i Sierrablanca Mescaleros di Santana, che accettò anche di porre fine alle incursioni in Messico.
Nell'inverno 1854-1855 il gen. John Garland intraprese una campagna contro i Sierrablanca e Sacramento Mescaleros (a seguito di voci sparse dagli stessi Mescaleros probabilmente per volontà dello stesso capo, anche Santana, con uno dei suoi figli, fu probabilmente ferito e comunque dato per ucciso durante la campagna) inseguendoli fino ai monti Guadalupe e poi verso il Rio Grande mentre i Mescaleros, incendiate talune aree prossime agli accampamenti, sorvegliavano a distanza le truppe e si rifugiavano sui monti Guadalupe; mentre Garland organizzava un'ulteriore spedizione, i Sierrablancas e Sacramentos, rimasti senza cibo, decisero di arrendersi e si presentarono al nuovo agente Michael Steck. Riuniti a Fort Thorn, i Mescaleros, Mimbreños e "Gilas" (Chiricahuas?) incontrarono i rappresentanti governativi nel giugno 1855: il trattato accettato da Barranquito, Josecito, Manuelito, Santana e gli altri capi (che non venne mai ratificato dal Senato) costituiva una riserva per i Sierrablanca e i Sacramento Mescaleros a sud del nuovo Fort Stanton (costruito alla confluenza dei fiumi Ruidoso e Bonito) in una striscia ampia 27 miglia tra la Sierra Blanca e il Pecos, con l'agenzia a Doña Ana. Non potendo restituire il bestiame rubato (già macellato e consumato) i Mescaleros lasciarono l'agenzia per ritirarsi sui monti, resistendovi per alcuni mesi, prima di presentarsi a Fort Stanton.
Alla fine del 1856 (o all'inizio del 1857) morì Barranquito, lasciando quattro figli (o anche nipoti, essendo usato dagli Apache lo stesso termine per entrambi) avuti da diverse mogli (Santana, Cadete, Roman, Cha), e Santana gli subentrò come guida dei Sierra Blanca Mescaleros, mentre il fratello minore Cadete assumeva il ruolo di diplomatico e portavoce della sua gente, in modo da non allarmare i bianchi, ormai tranquillizzati dalla presunta morte di Santana; l'anziano sciamano Gorgonio, da sempre amico e consigliere privilegiato di Barranquito, divenne il Consigliere di Santana, mostrandosi capace di temperarne i malumori nei confronti dei Pindah.
I Sierrablancas di Santana (che restava il più diffidente fra i capi nei confronti dei Pindah e di Steck) e Cadete (che stava affermandosi come uno dei capi più autorevoli e un convinto fautore della pacifica convivenza coi Pindah), Manuelito (che, coi suoi sottocapi Josè Largo, Chato ed Estrella, era un prestigioso e ascoltato esponente della fazione "pacifista") e i Sacramentos (= Agua Nuevas) di Mateo e Verancia (che restavano comunque nei loro accampamenti nelle montagne lungo il Rio Peñasco, preferendo non stabilirsi all'interno della riserva), facevano spesso le spese delle incursioni compiute dai Mescaleros meridionali Limpia e Guadalupe, rispettivamente guidati dal ben più bellicoso Gomez e da Marco, e dell'aggressività dei coloni, Pindah e Messicani, che avevano costituito gruppi di "vigilantes" quali la Mesilla Guard, nonché della presenza di contrabbandieri di liquori. 
In tale contesto Manuelito, Cadete e perfino Santana accettarono di trasferirsi ad Alamo Canyon, presso l'attuale Alamogordo, mentre Mateo e Verancia rifiutarono di condurvi i propri Sacramentos - o Agua Nuevas - (che già disponevano di coltivazioni nei più sicuri territori oltre le montagne, a Dog Canyon, lungo il Rio Peñasco).
Nel febbraio 1861, a seguito dell'affare Bascom, gruppi di Mescaleros (verosimilmente guidati da Caballero e San Juan, se non da Santana, e forse da Alsate) si unirono alla rivolta dei Chiricahuas e dei Mimbreños.
Il gen. James H. Carleton si accinse a combattere i Mescaleros, rioccupando Fort Stanton dove fu insediato al Comando Kit Carson. Le istruzioni impartite da Carleton a Carson prevedevano "l'uccisione di tutti i maschi indiani di quella tribù, in qualsiasi luogo e in qualunque momento" e la cattura e deportazione a Fort Stanton delle donne e dei bambini (27/9/1862). Durante la prima parte del 1862 i Mescaleros (probabilmente compresi sia i Sierrablancas sia i Sacramentos) erano stati particolarmente attivi nei territori tra il Rio Grande e il Pecos, agendo quasi indisturbati anche per la scarsa capacità di intervento dei reparti militari confederati: cavalli, muli, asini, bovini e pecore costituivano il bottino principale delle incursioni, ma molte erano state anche le vittime fra i coloni, tanto che, nel sola seconda metà del mese di agosto, circa 40 uomini e sei bambini furono uccisi e parecchi bambini furono catturati. Nello stesso periodo (fine luglio o inizio agosto) alcuni capi Mescalero resero nota loro intenzione di fare la pace e, nel settembre, Carleton fu informato dei propositi pacifici espressi negli ultimi due mesi da molti capi, quali Manuelito e Josè Largo (ma, probabilmente, anche Cadete, Roman, Estrella e Chato, se non Santana), mentre lo stesso Carson esitava a dar corso agli ordini draconiani ricevuti. Nell'ottobre la campagna contro i Mescaleros riprese, con l'intervento di truppe inviate dall'Arizona; alla fine di ottobre un reparto incontrò presso Gallina Spring la banda Sierrablanca del vecchio capo Manuelito, diretto a Santa Fè per chiedere la pace, e, nonostante l'evidenza delle intenzioni pacifiche degli Apache, aprì il fuoco su uomini, donne e bambini: 12 Mescaleros furono uccisi (lo stesso Manuelito, il suo secondo capo Josè Largo, alcuni uomini e almeno una donna), il bestiame degli Apache fu "requisito" (più tardi Carleton autorizzò Carson a restituire le bestie ai Mescaleros, qualora il combattimento di Gallina Springs non fosse stato "leale e aperto"). Il 27/3/1863 fu individuato e assalito un accampamento di circa 500 Sierrablanca (o Sacramento) Mescaleros nel Dog Canyon, dove gli Apache, quasi privi di munizioni, non poterono far altro che coprire la fuga di donne e bambini; 25 Apache furono uccisi dai militari e i superstiti si rifugiarono a Fort Stanton, sotto la protezione di Carson, che inviò una delegazione, guidata da Cadete, a Santa Fè per offrire la resa a Carleton; Cadete accettò di passare la voce tra la sua gente per convincerla a consegnarsi, a fronte dell'alternativa di una guerra senza quartiere, e nello stesso novembre 1862 i principali capi superstiti, lo stesso Cadete, Ojo Blanco, Chato ed Estrella, ma probabilmente non il sempre battagliero Santana (del quale non esiste traccia di registrazione), accettarono di arrendersi e di essere deportati nella nuova riserva del Bosque Redondo, sotto la sorveglianza della guarnigione del nuovo Fort Sumner, sul Pecos.
Nel novembre 1865 i Mescaleros, esasperati dalle impossibili condizioni di vita, evasero in massa dal Bosque Redondo, e tornarono sulla Sierra Blanca (sotto la guida di Santana e dei suoi fratelli o cugini - tutti indicati come "figli" di Barranquito -, Cadete e Roman) o si rifugiarono parte (probabilmente al comando di San Juan e Caballero) nei monti Guadalupe e Limpia, presso le bande meridionali che proseguivano la guerriglia lungo la pista San Antonio - El Paso, parte oltre il rio Grande, presso i Mimbreños, e parte oltre il Pecos, penetrando nel Texas centrale, dove probabilmente giunsero a unirsi ai loro antichi nemici Comanche in alcune scorrerie. Anche Cha si separò con acredine da Santana, accusandolo di avere perso il coraggio, per condurre una fazione di dissidenti in varie azioni e ripetute scorrerie contro i Pindah; Santana lasciò andare il fratello a condizione che le sue azioni non coinvolgessero o mettessero a rischio i Sierrablancas della riserva, e la violazione di tale condizione comportò, qualche tempo dopo, la cattura di Cha da parte dei guerrieri di Santana e l'uccisione del più giovane per mano del "fratello" maggiore, impegnato dalla propria parola.
Con l'istituzione della riserva di Tularosa, formalizzata, a coronamento di un lungo iter, nel 1871-1873, alla fine del decennio 1860' una notevole influenza presso i Mescaleros era stata conquistata dal dott. J.H. Blazer, un privato cittadino che aveva ottenuto il rispetto e la stima degli Apache e perfino l'amicizia non soltanto di Cadete ma anche e soprattutto dell'invecchiato e sempre diffidente Santana (che l'aveva utilizzato come fidato intermediario per avviare i contatti e trattare coi militari l'insediamento dei Sierrablanca Mescaleros nella nuova riserva) e forse anche dell'ormai vecchio ma sempre autorevole di-yin Gorgonio, nonostante la maggiore reticenza di Caballero e San Juan e la perdurante ostilità dei liberi e irriducibili Mescaleros meridionali (come Alsate e Carnoviste).
Cadete fu assassinato nel 1872 nel Canyon La Luz, mentre tornava da Mesilla dopo aver testimoniato contro alcuni trafficanti di whisky, e i suoi assassini non vennero mai assicurati alla giustizia. Nell'autunno 1873, invece, i militari entrarono nella riserva per recuperare alcuni cavalli che si sosteneva fossero stati rubati dai Mescaleros ai coloni: Santana e Roman (subentrato a Cadete) furono arrestati e trattenuti come ostaggi da restituirsi in cambio dei cavalli e circa 200 Mescaleros fuggirono dalla riserva, e i militari si misero in caccia. Nell'inverno 1875-1876 un'epidemia di vaiolo si diffuse nella riserva e, colpito prima dal vaiolo e poi da una polmonite, Santana morì nello stesso 1876.